# Луис Еф Пауел Јуниор
Луис Френклин Пауел Јуниор (енгл. Lewis Franklin Powell, Jr.; Сафок, Вирџинија, САД, 17. септембар 1907 — Ричмонд, Вирџинија, 25. август 1998) био је амерички правник који је служио као придружени судија Врховног суда Сједињених Америчких Држава. Именовао га је председник Ричард Никсон 1971, након смрти Хуга Блека. Никсон је истог дана именовао и Вилијама Ренквиста за придруженог судију. Пауел је познат и као аутор Пауеловог меморандума, у којем се позива корпоративна Америка да буде агресивнија у обликовању политике и права у САД.
Током мандата у Суду, Пауел је стекао репутацију умереног судије, чији је глас често био одлучујући. Такође је често био иницијатор компромиса између супротстављених погледа. Напорно је радио како би се упознао са питањима и аргументима у случајевима и како би имао јасне и добро образложене ставове о њима.
Написао је већинско мишљење у предмету Прва национална банка Бостона против Белотија, у којем је суд укинуо закон Масачусетса који је ограничавао донације корпорација референдумским кампањама које нису директно повезане са њиховим пословањем.
Пауел, који је гласао против пресуде у предмету Фурман против Џорџије, којом је укинута смртна казна, био је један од кључних судија који су стајали иза компромисног мишљења Суда у предмету Грег против Џорџије из 1976, када је поново уведена смртна казна, али уз одређену процедуралну заштиту.
Његов глас је био одлучујући и у предмету Бауерс против Хардвика, у којем је суд потврдио уставност закона Џорџије који је забрањивао орални и анални секс у приватности између особа истог пола. Године 1990, након повлачења из Суда, изјавио је да „мисли да је направио грешку у предмету Хардвик“, поставши тако један од неколико судија који су изразили кајање због свога гласа у одређеном предмету.
Повукао се 1987, а наследио га је Ентони Кенеди. Реган је именовао Кенедија када је Сенат одбио његовог првог кандидата Роберта Борка, док се други кандидат, Даглас Гинсберг, повукао пошто је признао да је користио марихуану у прошлости.